# Les Bulles
Ne doit pas être confondu avec Les Bulles (nouvelle).

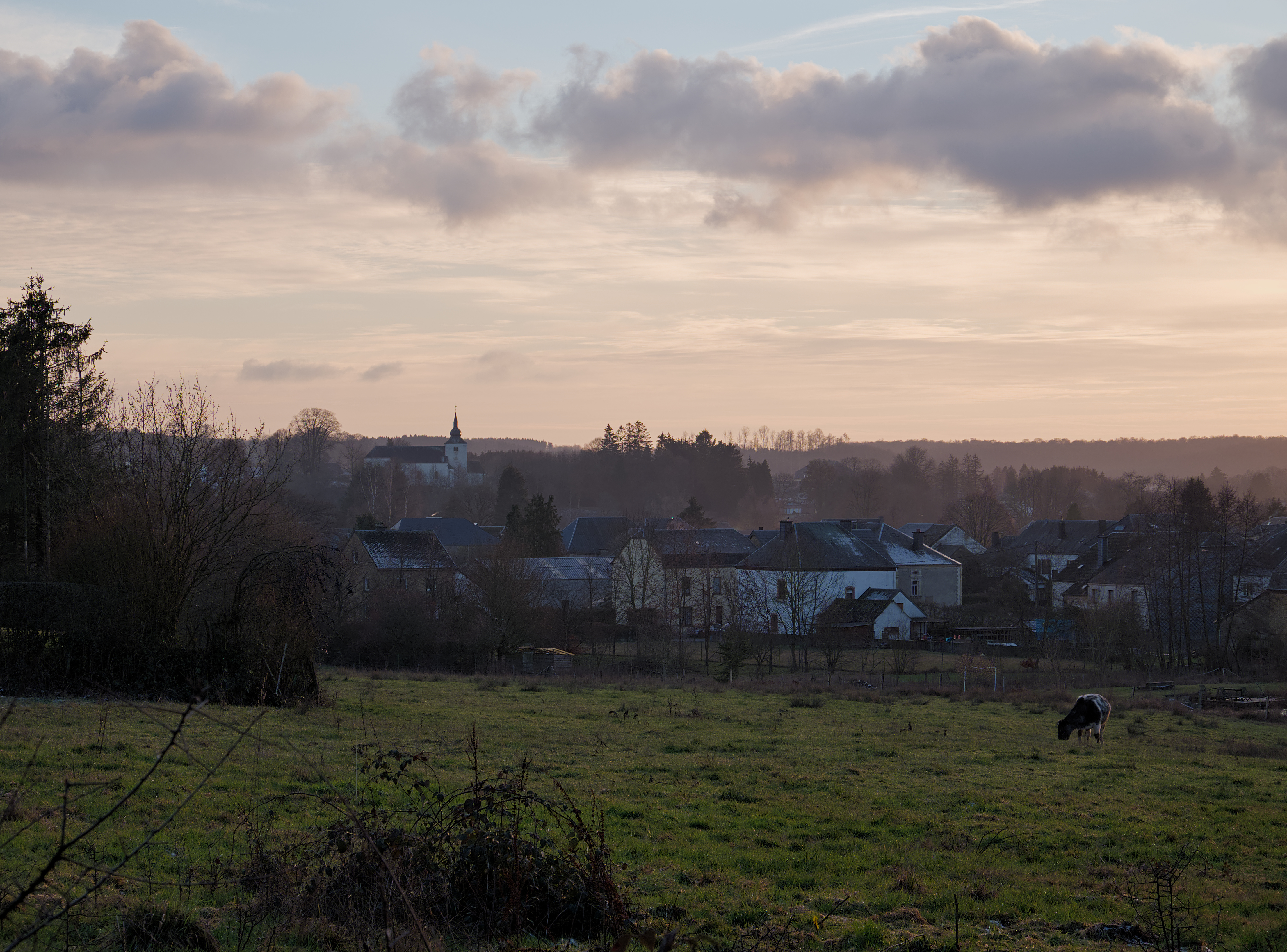
Les Bulles du long de la GR-16 (Rue de la Chevrette).

Les Bulles (en gaumais Aux Bûles) est une section de la ville belge de Chiny située en Région wallonne dans la province de Luxembourg.
C'était une commune à part entière avant la fusion des communes de 1977.
Ce village de Gaume a une altitude avoisinant les 320 mètres. Les habitants de Les Bulles sont nommés Bullots (en gaumais Bûlots).

## Étymologie de Les Bulles
Le nom du village porte l'histoire de ses origines. Plusieurs versions existent sur l'origine du nom du village. Les Bulles viendrait de « bûle » ou « bûre », qui désigne en ancien français une hutte, un grand tas conique ou carré de branches, assez haut et destiné à être brûlé (Jean Haust). Le nom de Les Bulles apparaît déjà, sous une forme latine, dans une charte d'Orval en 1174. Plus tard, en 1230 et en 1271, c'est Bures qui est mentionné. Bures viendrait du latin burere qui signifie brûler. Un grand feu de réjouissance était d'ailleurs allumé le jour des bures, dit aussi « jour des brandons ».

## Géographie

### Situation géographique

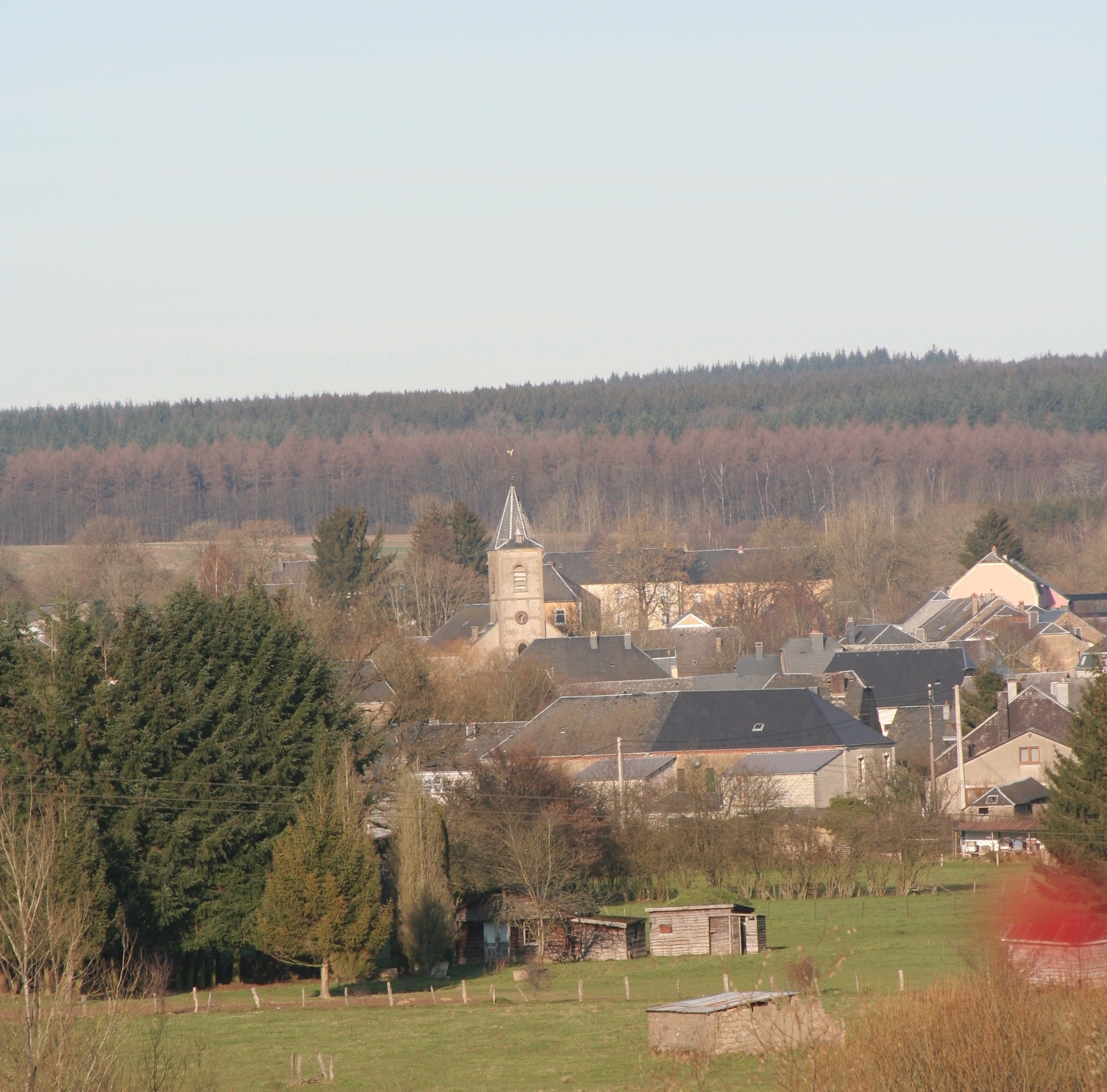
Le village en 2006.

Le village est établi au nord-est du confluent de la Vierre et de la Semois et est traversé du nord-est au sud-ouest par le ruisseau de Sandré. Ce petit cours d'eau est canalisé depuis son entrée dans le village, le long de la rue de la Culée, jusqu'à sa sortie, rue du Moulin, avant de se jeter dans la Vierre, à côté de l'ancienne scierie. Les Bulles est parcouru par la route provinciale Jamoigne-Marbehan.

### Lieux-dits

#### Croix Jacob

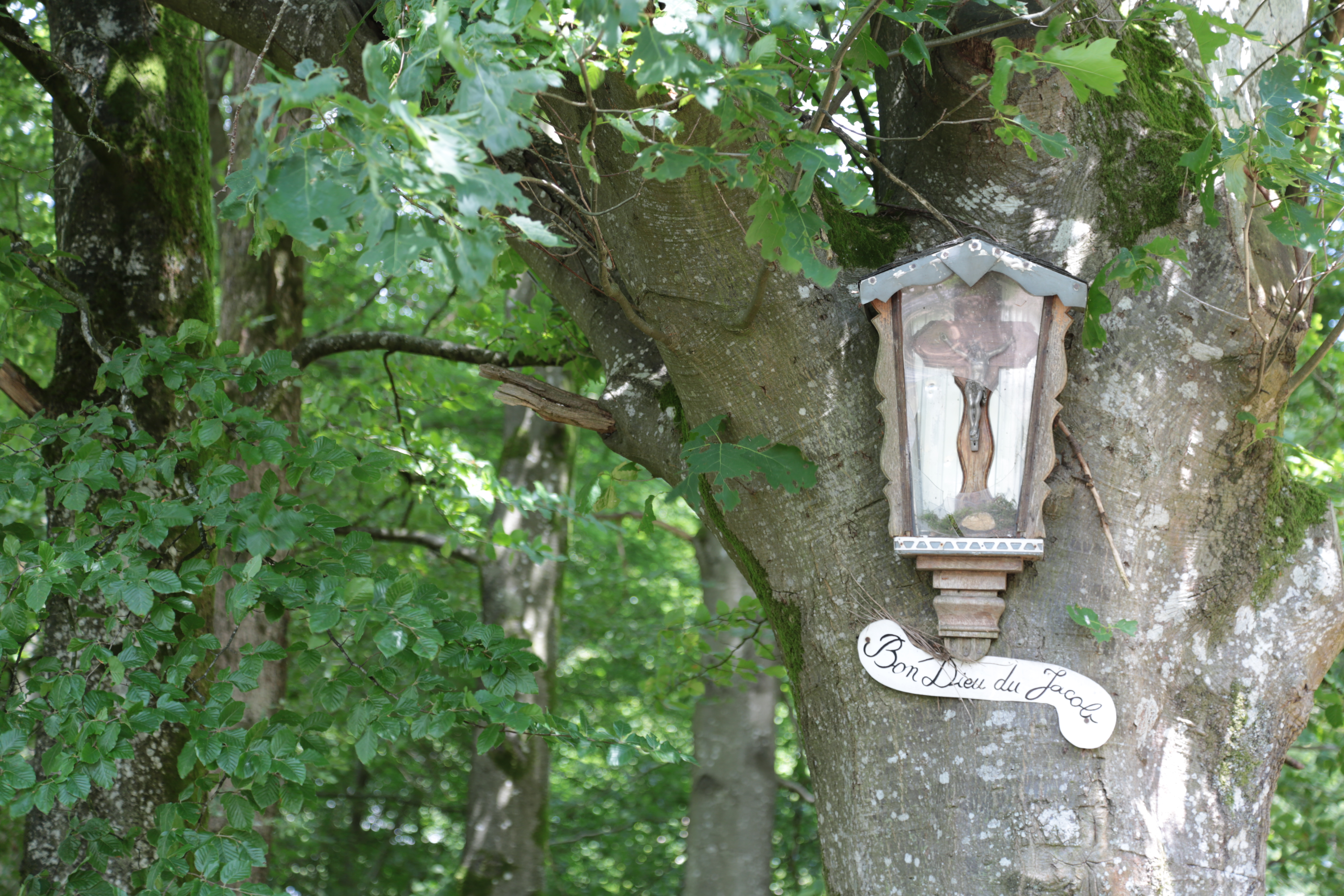
Le « bon dieu du Jacob » qui remplace la croix Jacob volée en 1997.

Ce lieu-dit est situé à l’entrée du bois, tout au bout de la rue de la Chevrette à Les Bulles.
Vers 1875, Jean-Baptiste Jacob, marchand de vieux fers, rentre à Les Bulles après sa journée de labeur. Sa compagne découvre, parmi le fatras de vieilleries, une croix en fonte très pesante. « Tu ne vas pas la jeter aux ferrailles ? », demande-t-elle à son époux. Et voilà Jean-Baptiste, accompagné de Lucien Farinelle et Auguste lambert, qui repart avec son attelage jusqu’à l’orée de la forêt, où, sur le tronc d’un hêtre, il cloue la croix. Depuis, cet endroit est devenu le lieu-dit, « La Croix Jacob », un lieu propice aux rendez-vous des gardes forestiers et des chasseurs.
En 1997, le crucifix est volé… Depuis, malgré la croix de fer placée là par Antoine Gillet, il y avait comme une absence. Mais il était écrit que cela ne pouvait pas en rester là.
À l’initiative du comité de la fabrique d’église, quelques-uns ont réfléchi à une solution. C’est ainsi que le président, Henri Delaisse, et les membres, Georges Patar et Stéphane Bodson, ont remplacé, à l’endroit exact choisi il y a plus de 125 ans par Jean-Baptiste Jacob, la « croix Jacob » par un « bon dieu du Jacob ». C’est l’Abbé Jean Balon de Les Bulles qui a béni la nouvelle croix, rendant à Dieu ce qui lui appartenait et aux villageois « le bon dieu du Jacob ».

## Démographie
- Source: INS recensements population

## Histoire

### La Première Guerre mondiale et la mort du lieutenant de Crépy
Dès le 6 août 1914, les premiers cavaliers français arrivent à Les Bulles en mission de reconnaissance.
Le 15 août, les premiers Allemands entrent dans le village et arrachent le drapeau national. Ce jour-là, revenant d’une mission de reconnaissance sur la route de la Chevrette, le lieutenant de Crépy tombe dans une embuscade et est tué par l’ennemi. Les habitants l’entendent crier et, lorsqu’on vient récupérer son corps, on remarque qu’une partie du crâne avait été enlevée.
Le même jour, un autre homme, Joseph Trodoux, 59 ans, est mortellement touché, dans sa propre maison, par une balle perdue.
Un détachement, commandé par le lieutenant Jean de Crépy, rentre de reconnaissance par un chemin de campagne lorsque des coups de feu retentissent. Des dragons allemands étaient cachés le long de la route : les soldats français tombent dans l’embuscade. Ces derniers se dispersent rapidement à l'exception de leur officier dont le cheval Capelle, mortellement touché, s’écroule en écrasant la jambe de son cavalier. Crépy reste alors seul, sans défense, face aux Allemands qui s’avancent et le tuent d’une balle à bout portant dans la nuque, balle qui lui ôte la partie supérieure du crâne.

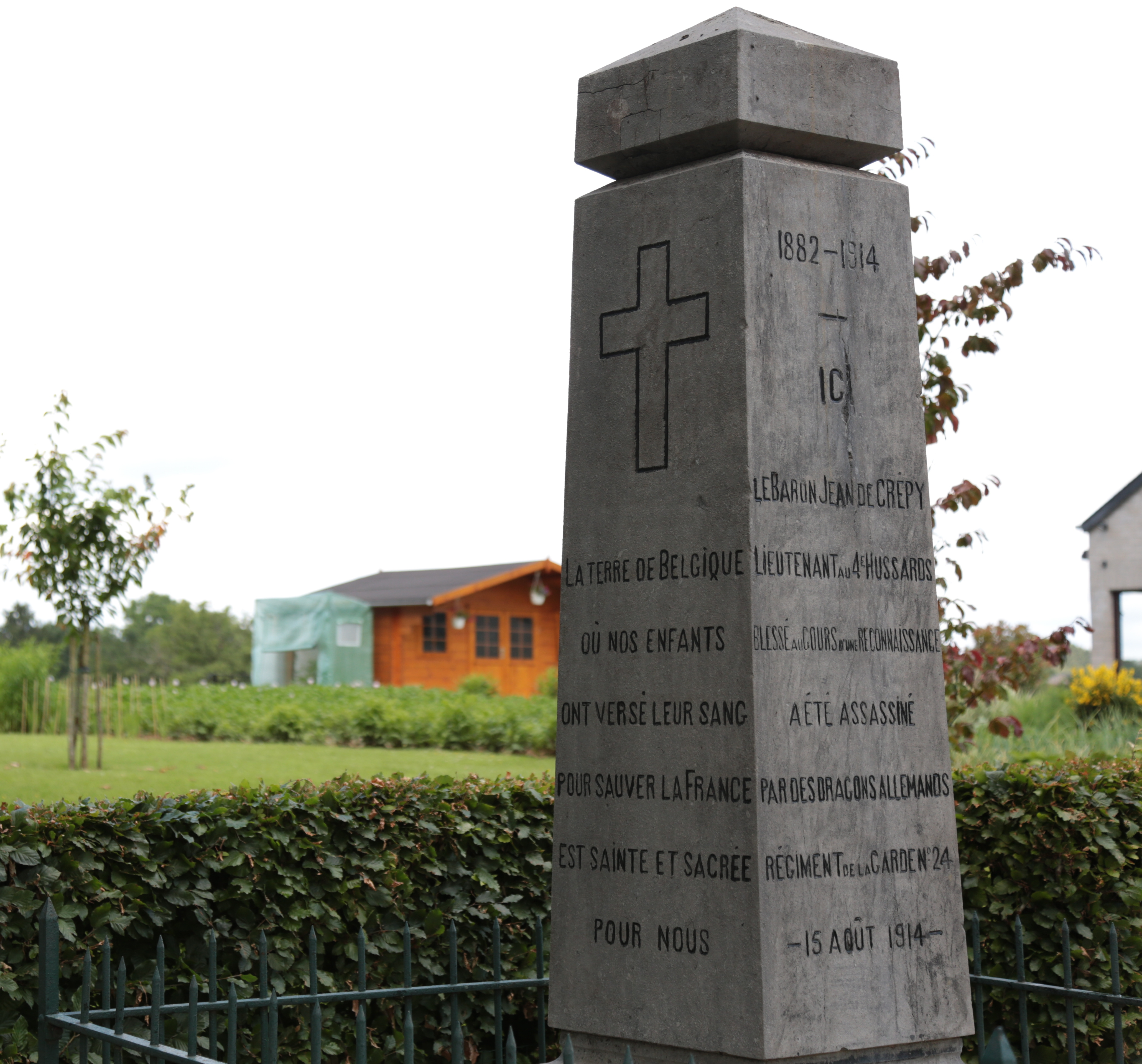
Monument au Lieutenant de Crépy sur les lieux mêmes de l'embuscade.

Un officier allemand part alors prévenir le bourgmestre de Les Bulles et lui remet une médaille appartenant au lieutenant mort. Le bourgmestre, le garde-champêtre et plusieurs villageois se rendent donc sur les lieux afin de récupérer les effets personnels de la victime. À cet instant, un soldat allemand de piquet s’empare de la montre en or que le bourgmestre avait récupéré en disant : « Partager, nous soldats ».
Le baron de Crépy est, depuis, inhumé à l’entrée du cimetière de Les Bulles. Son cheval Capelle est, quant à lui, enterré sur les lieux mêmes de l’embuscade (où un monument est aujourd’hui érigé, rue de la Chevrette).
C’est en 1919 que la famille de Crépy vient rechercher l’ensemble du harnachement de Capelle, ainsi que les effets personnels du baron assassiné. En 1921, les Crépy viennent cette fois récupérer les quatre fers de Capelle. En revanche, la dépouille du lieutenant ne sera récupérée par sa famille qu’en 1938.
Le cercueil servant au voyage de retour en France a été confectionné par Monsieur Lanotte. Le fossoyeur de 1938 était Jean Cadet, fils d’Eugène qui avait lui-même enterré le baron de Crépy.
Les Bulles rend hommage au lieutenant de Crépy (mai 2014) https://www.youtube.com/watch?feature=player_detailpage&v=QJp-Hvpxlmw

### La Seconde Guerre mondiale

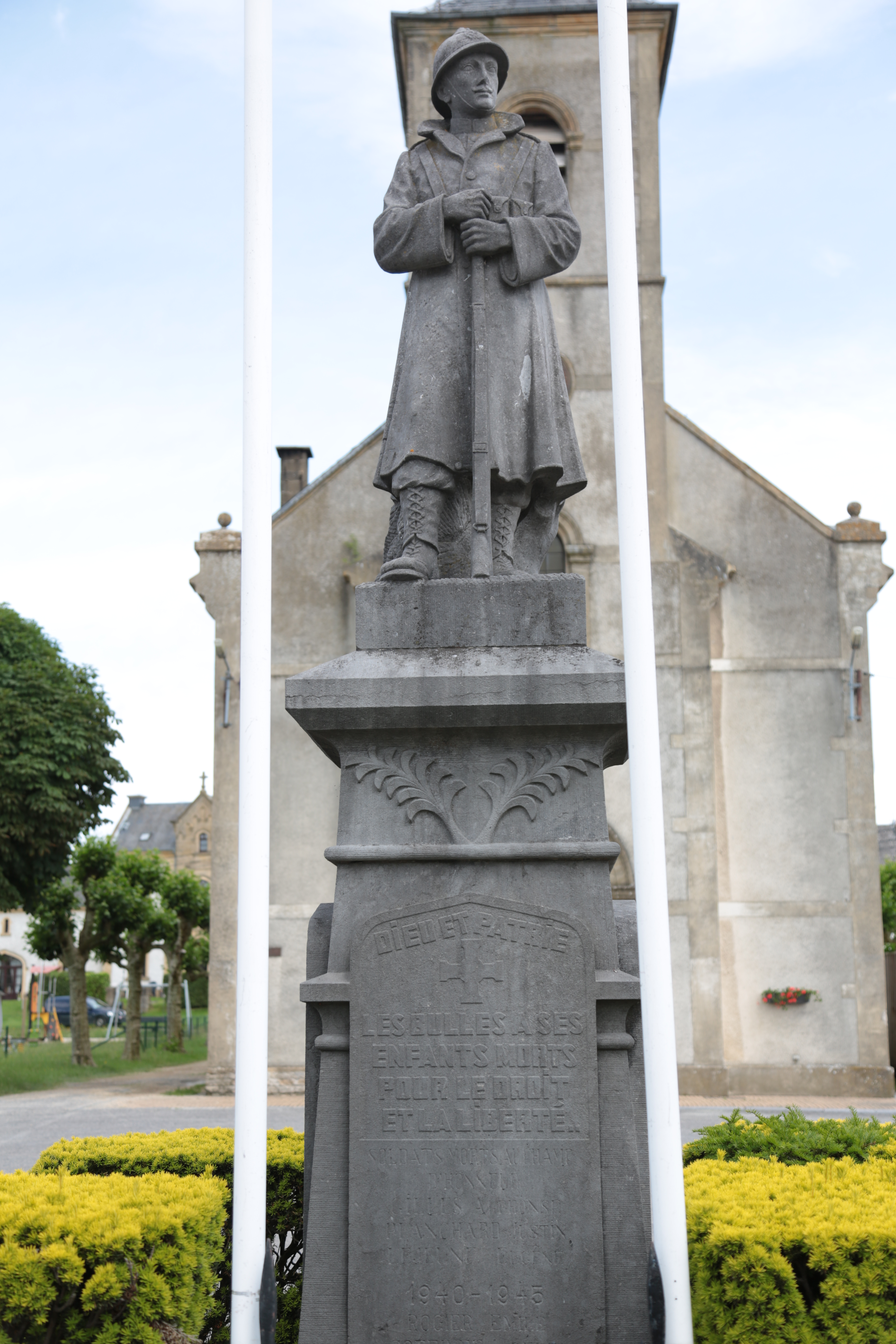
Un monument aux morts est visible sur la place de Les Bulles en mémoire des soldats.

Comme dans beaucoup de villages, l’exode vers la France est, au vu de la Seconde Guerre mondiale, massif à partir de mai 1940. Ce sont environ quatre cent soixante habitants du village qui se sont enfuis vers le pays voisin. Dans la cohue générale, le « sauve qui peut » est de mise. Tout le monde se sauve le plus vite possible, en emportant un maximum d’affaires personnelles. Seulement quarante-deux Bullots sont demeurés dans leur maison.
Lorsque les Allemands arrivent dans la localité, ils demandent aux quelques Bullots restés au village : « Pourquoi sont-ils partis ? » La réponse sonne comme une évidence : « Pour ne pas revivre les horreurs de 1914. »
Le village étant vidé de la plupart de sa population, les troupes allemandes pillent tous les commerces afin de ravitailler leurs hommes.
De nombreux civils sont par ailleurs faits prisonniers et envoyés en Allemagne pour travailler dans les fermes.
Le retour des villageois se fait en revanche dans le calme. Constatant les dégâts et les pillages dont ils avaient été victimes, les habitants regagnent impuissants leurs habitations. Tout est à refaire !
Durant cette période, les Allemands n’ont provoqué aucun incendie.
Les ponts ont été démolis, oui, mais par l’armée belge sous l'ordre de l'armée française qui voulait ralentir l’avancée ennemie.

## Patrimoine et culture

### Patrimoine architectural et sites

#### Le lavoir disparu

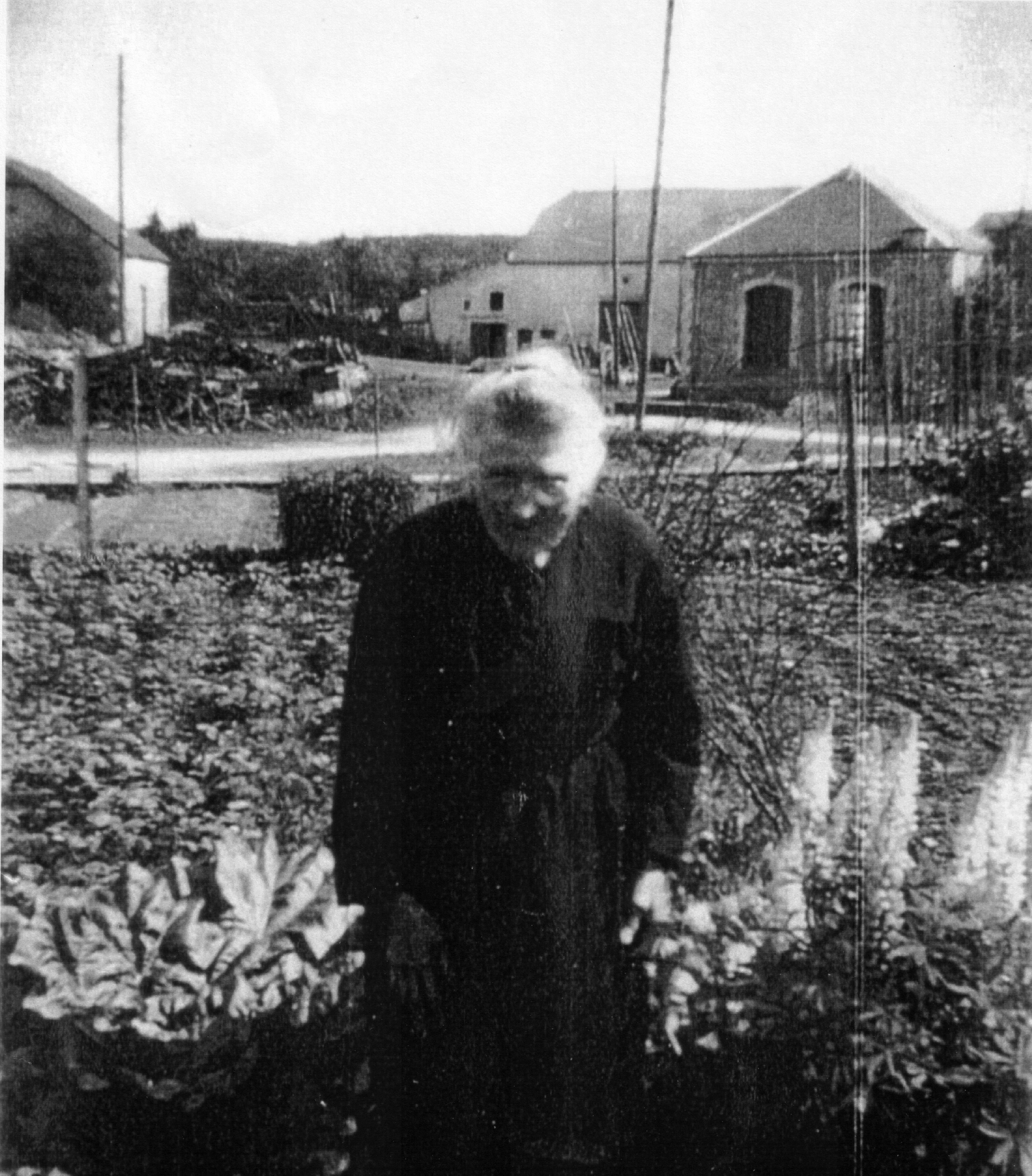
Le lavoir (en arrière-plan à droite) au début du XXe siècle.

À la suite de l'épidémie de choléra de 1866, le Gouvernement belge ordonne une enquête relative à l'hygiène des eaux. En 1904, un rapport complet parvient au Gouverneur de la Province qui le transmet de suite à l'administration communale de Les Bulles. Ce rapport a trait à un projet de construction d'un lavoir couvert dans le village.
En 1913, après études, projets et devis, la commune de Les Bulles décide de l'établissement de la distribution d'eau dans le village ainsi que la construction d'un lavoir public sur le ruisseau de Sandré. Le lavoir est démoli en 1963 pour permettre la canalisation du ruisseau de Sandré.

#### Les ponts
Dans le village de Les Bulles, il existe plusieurs ponts et une passerelle : le pont de la Vierre, le pont de la Semois ainsi que la passerelle (communément appelée « petit pont ») derrière l'église de Jamoigne.